# Baryphyma proclive
Baryphyma proclive là một loài nhện trong họ Linyphiidae.
Loài này thuộc chi Baryphyma. Baryphyma proclive được Eugène Simon miêu tả năm 1884.